# Manipulator
Een manipulator (van het Latijnse manus voor hand) is een instrument dat als doel heeft om de menselijke hand te vervangen. Manipulators worden gebruikt waar de mens zelf niet in staat is te manipuleren. Dit kan zijn in een mensvijandige omgeving: in de ruimte, de diepzee of in een radioactive omgeving. Maar ook wordt een manipulator gebruikt als door een gebrek de handfunctie is uitgevallen, voor gehandicapten.
In tegenstelling tot een robotarm is de manipulator direct zonder programmeren te gebruiken als een verlengstuk van een operator of de "gehandicapte" gebruiker. Deze laatste kan de manipulator besturen door bijvoorbeeld zwakke vingerbewegingen of hoofdbewegingen.
Een belangrijke eigenschap van een manipulator is dat hij een gedoseerde kracht in een bepaalde richting op een bepaalde plaats kan uitvoeren. Hiervoor is de regeltechnische benadering principieel anders dan bij een robot. Bij een robot wordt hoofdzakelijk positie gestuurd. Hierdoor is een manipulator in principe meer compliant dan een robot.
Een manipulator wordt in een ongestructureerde omgeving real-time gebruikt. Een robot in een gestructureerde omgeving, bijvoorbeeld een productiefabriek, volgens vooraf ingebrachte regels.
Een manipulator is ook een goochelaar die trucs gebruikt waarbij hij vingervlug is.
Een manipulator is ook een iets of iemand die invloed (in algemene zin) uitoefent op zijn omgeving. Iemand die de dingen naar zijn hand zet.